# Vratislav Karel Novák
Vratislav Karel Novák (13. Dezember 1942 in Prag – 12. Februar 2014 in Jablonec nad Nisou) war ein tschechischer Bildhauer, Schmuckdesigner und Kunstprofessor.
Im Jahre 1961 absolvierte Novák die Fachschule für Bijouterie in Jablonec nad Nisou (Zweig Metallgravioerung), 1961–1967 studierte er an der Akademie für Kunst, Architektur und Design in Prag bei Jan Nušl. In den Jahren 1990–2007 lehrte er an der tschechischen Akademie für Kunst, Architektur und Design in Prag, wo er ein Atelier für Metal und Schmuck leitete. 2007–2014 lehrte er an der Fakultät für Kunst und Design der Westböhmischen Universität in Pilsen.

## Werke

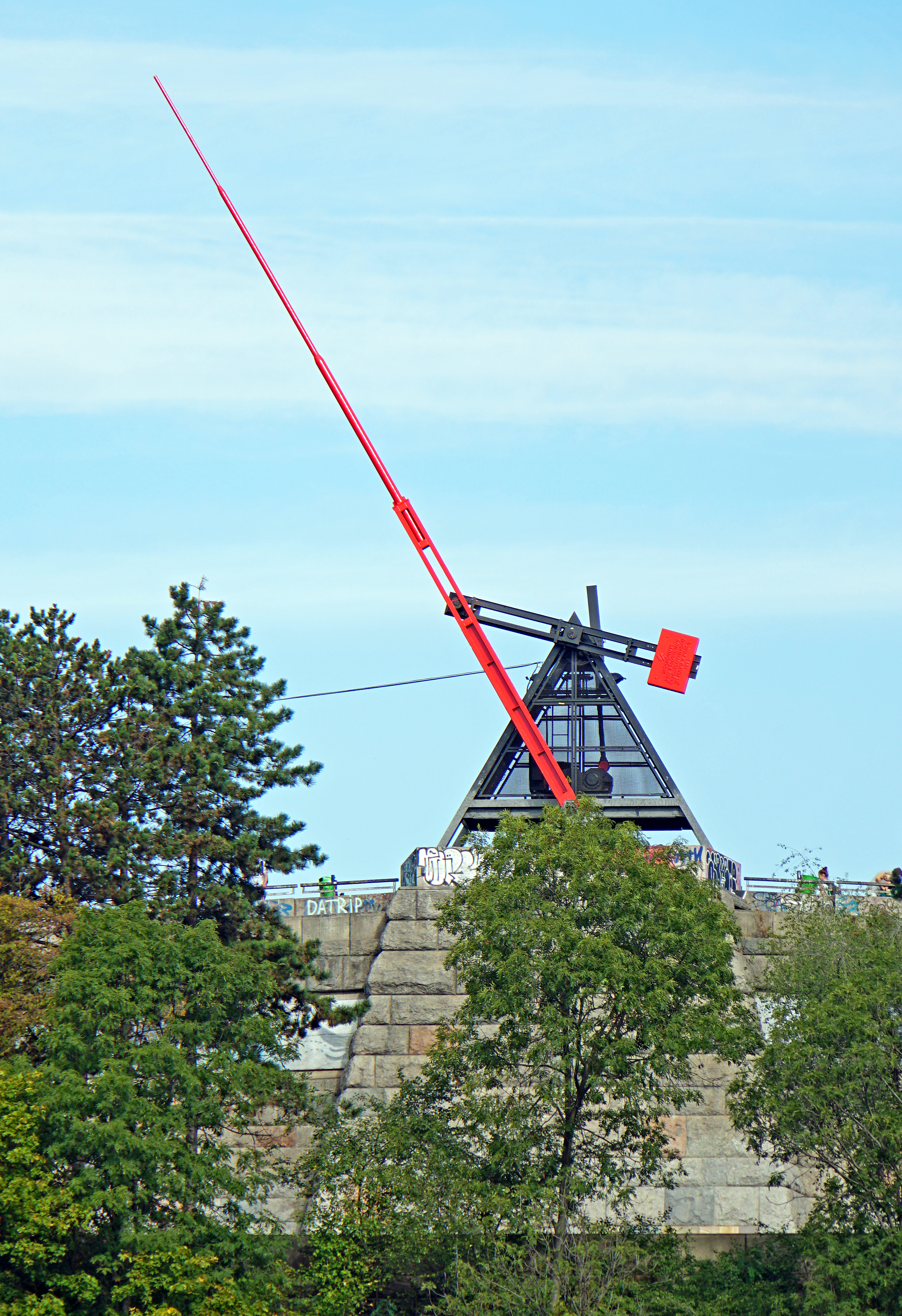
Prager Metronom

Nováks Objekte sind teilweise sehr komplexe Mechanismen, die Bewegung, Licht und/oder Ton verwenden. Besonders bekannt ist sein Werk „Time Machine“, umgangssprachlich Prager Metronom genannt, das am 15. Mai 1991 auf dem Sockel des 1962 demolierten Stalin-Denkmals im Prager Letná-Park errichtet wurde.
Während eines Aufenthalts an der Miami University in Ohio in den Jahren 2001–2002 erstellte er zusammen mit der amerikanischen Künstlerin Susan Rae Ewing u. a. ein 26 m hohes Objekt, den „Crystalline Tower“. Der Crystalline Tower ist ein Monument für Freiheit und Freundschaft im am Ohio River liegenden Theodore M. Berry International Friendship Park in Cincinnati.
Außerdem kreierte Novák Werke aus Metall und Schmuckstücke.

## Preise
Novák wurde mit mehreren internationalen Preisen ausgezeichnet. 2001 gewann er zusammen mit Susan Rae Ewing den internationalen Wettbewerb für Skulptur in Cincinnati für den „Crystalline Tower“. 1996 gewann er eine Goldmedaille bei der Handwerksmesse in München.